# Guido Bodrato
Guido Bodrato (n. 27 martie 1933, Monteu Roero, Piemont, Italia – d. 8 iunie 2023, Chieri, Piemont, Italia) a fost un om politic italian, membru al Parlamentului European în perioada 1999-2004 din partea Italiei.